# Salamon és Sába királynője
A Salamon és Sába királynője (Salomo und die Königin von Saba), Siegfried Obermeier történelmi regénye.
Az országban Bilkis Balmaka, Sába királynője uralkodik. Tudja, hogy egyetlen férfi van, aki méltó szerelmére: Salamon király. Karavánnal útra kel hát, hogy élete  boldogságát megkeresse…
Siegfried Obermeier a rendkívül különös szerelemnek a történetét meséli el, amelynek a bibliai Énekek éneke állít örök emléket.Hiteles történelmi emlékek elevenítik meg Salamon király életét:a  jeruzsálemi templomépítést, a királyi udvar ármánykodásait, a tömjénkereskedést és elsősorban Sába királynőjének legendákkal övezett életét, aki mind a mai napig a határozott és okos nőiesség  utolérhetetlen példájának számít.

## A könyv rövid ismertetése
A könyv két részből áll:

Az első könyvben megismerjük Dávid és Betsábé történetét valamint szerelmét, és betekintünk Sába országába, ahol megszületik Meneliké, Sába hivatalos trónörököse, aki apja halála után lemond a trónról és átengedi nővérének Bilkisnek.Bilkisnek kiskorában meséltek a mesés Izraelről és a híres Dávid királyról, Góliátról és Dávid fiáról Salamonról, annak mesés országáról és gazdagságáról.Ezért hát írt neki egy levelet, amelyben leírja trónra kerülését, a gát kiszélesítését stb.Salamon válaszának nagyon megörül, mivel a levélben meghívja őt Izraelbe.Amint a levelet megkapja, elkezd tanulni héberül, hogy majd tudjon beszélni Salamonnal…
A második könyvben minden elkészült az utazáshoz, Bilkis elindul Izraelbe, mikor odaér Salamon nagyon örül neki és a Dávid-palotában szállásolja el.Sok szép együtt töltött hónap után kiderül, hogy Bilkis gyermeket vár Salamontól, Salamon szeretné, ha Bilkis örökké mellette maradna, de ő inkább vissza akar menni Sábába… A búcsúzás után elindultak, mikor hosszú utazás után elérték Sábát, váratlanul megszületett a kis Meneliké…Később Meneliké, Bilkis testvére  meghalt…Bizonyos, hogy volt valaha egy Sába nevű ország, és annak egy Bilkis Balmaka nevű királynője, aki Salamon király kortársa volt és lehetséges, hogy nem is legenda Salamon és Bilkis szerelme…

## Siegfried Obermeier
1936-ban született Münchenben. Elbeszéléseket, esszéket, glosszákat írt, és mind ez idáig kereken 30 regénye és szakkönyve kitüntetéseket kapott.

## Kapcsolódó szócikk
- Salamon és Sába királynője, eredeti címe: Solomon and Sheba, King Vidor 1959-es amerikai mozifilmje, címszerepekben Yul Brynner és Gina Lollobrigida.[1]